# 布特羅斯·布特羅斯-加利
布特罗斯·布特罗斯-加利（羅馬化：Buṭrus Buṭrus-Gālī，1922年11月14日—2016年2月16日），联合国第六任秘书长（1992年1月至1996年12月）。

## 生平
布特罗斯-加利是埃及的科普特人，出生于开罗的一个基督教科普特教派家庭，祖父布特罗斯·加利曾任埃及首相。加利于1946年毕业于开罗大学，并获得了巴黎大学国际法博士学位，另外还有巴黎政治学院国际关系学的毕业证书。此后直到1977年，他是开罗大学的国际法及国际关系的教授。1975年，他成为政治战略研究中心主任。1980年，担任非洲政治研究所主任。1954年到1955年，他成为美国哥伦比亚大学富布赖特研究学者。1963年至1964年，担任海牙国际法学院研究中心主任。1967年到1968年，担任巴黎大学法学院访问教授。
加利于1973年步入政界。在1977年至1991年期间，他担任埃及外交国务部长。自1980年开始，为埃及执政的民族民主党书记处成员。1987年，成为埃及议会议员。1991年5月至同年12月，担任埃及主管外交事务的副总理。在其担任外交国务部长期间，在埃及总统安瓦尔·萨达特与以色列总理梅纳赫姆·贝京之间的和平协议签署过程中扮演了重要角色。
1991年12月3日，联合国大会任命加利为联合国第六任秘书长，任期五年，成为联合国历史上第一位担任此职务的非洲人。被选为联合国秘书长之后，加利的工作引起了众多争议。人们批评他在1994年卢旺达大屠杀中未能发挥联合国的作用；另外在安哥拉内战期间，加利在调停上未能统一联合国的意见。在联合国的作用以及美国在联合国的地位等问题上，加利遭到了更猛烈的质疑。尽管他的支持者们将之归咎于美国对联合国行动的抵制，但加利已渐渐成为「空洞的联合国」的象征。
1993年，在法国维埃纳召开了继1948年以来第一个关于人权问题的世界级会议。会议上加利提出了关于人权问题的建设性解释。在当时，只有在日内瓦有一个人权机构中心，于是加利通过投票设立另一个为维护人权而设的机构：人权高级专员
有三个非洲国家为首（埃及、几内亚比绍、博茨瓦纳）的10个联合国安理会成员国提议加利留任第二个五年任期直至2001年，但是美国表示反对。尽管英国、波兰、韩国和意大利起初也支持其留任，但在美国明确表示将行使联合国安理会否决权后，这四个国家就不再支持加利。尽管加利不是第一次被否决的秘书长，但他仍然是联合国历史上首位没能连任两届的秘书长。1996年12月31日卸任。
1997年11月16日，加利担任法语国家组织的首任秘书长，任期五年。到逝世前仍担任埃及国家人权委员会主席。

## 著作
布特罗斯-加利出版有两本回忆录：
- 《埃及通向耶路撒冷之路：一位外交家為爭取中東和平不懈努力的歷程》（1997年版，有关以色列和埃及的和平进程）
- 《不屈不挠：美国-联合国的传奇》（1999年，有关其担任联合国秘书长期间）